# Seketi (Mojoagung)
Seketi is een bestuurslaag in het regentschap Jombang van de provincie Oost-Java, Indonesië. Seketi telt 1076 inwoners (volkstelling 2010).